# Echium sabulicola
Echium sabulicola är en strävbladig växtart. Echium sabulicola ingår i släktet snokörter, och familjen strävbladiga växter.

## Underarter
Arten delas in i följande underarter:
- E. s. decipiens
- E. s. rifeum
- E. s. sabulicola

## Bildgalleri

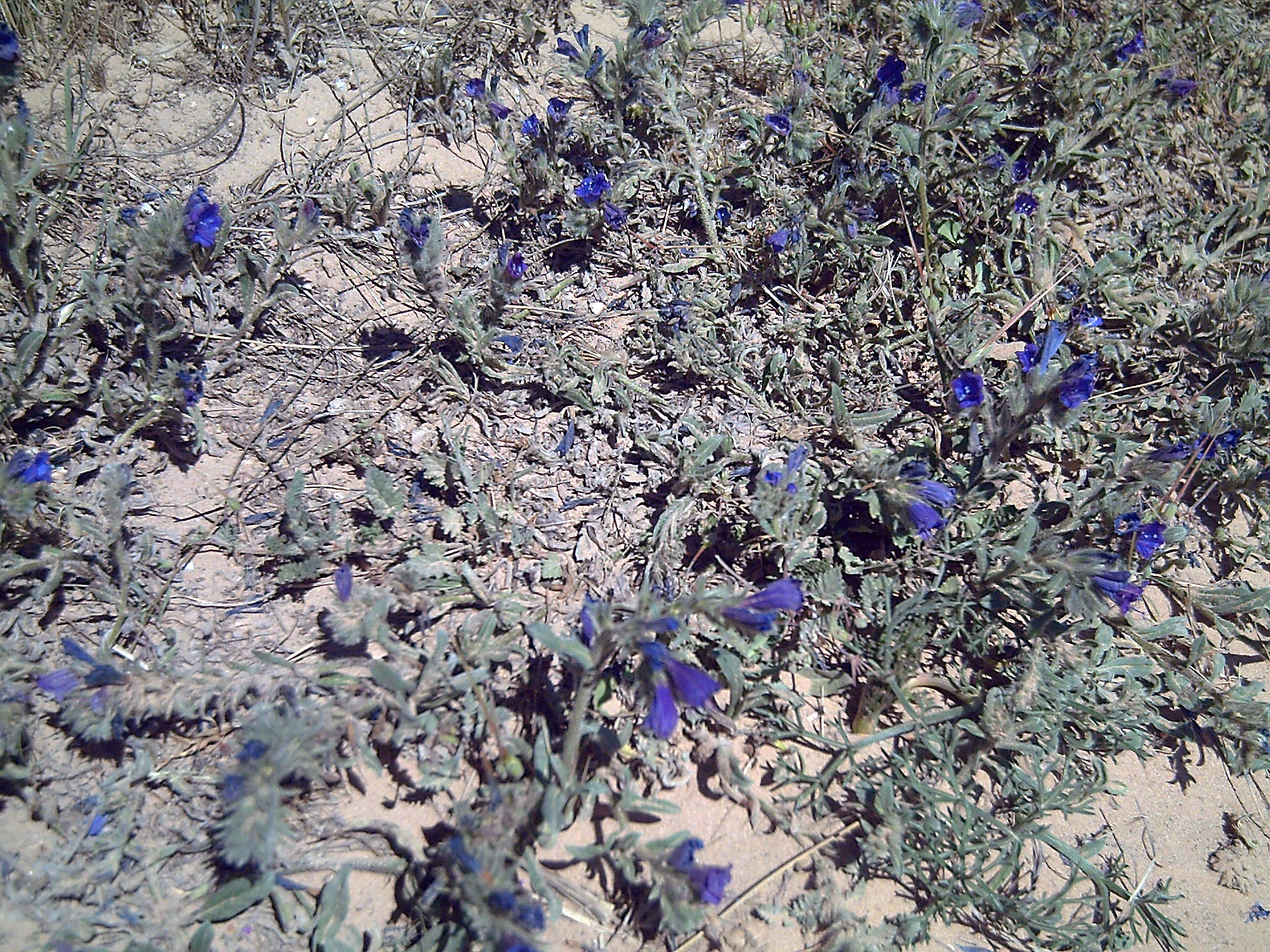
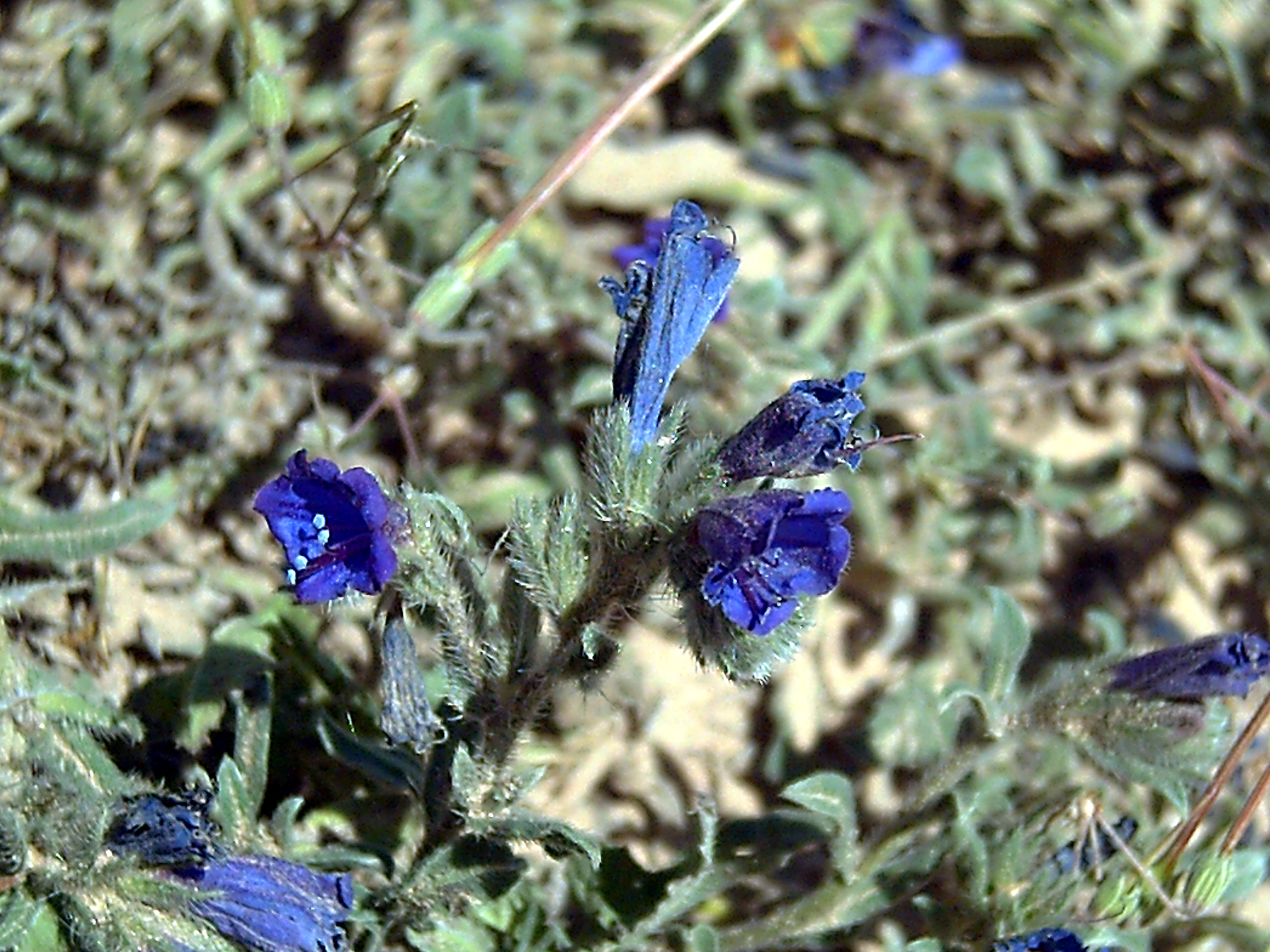
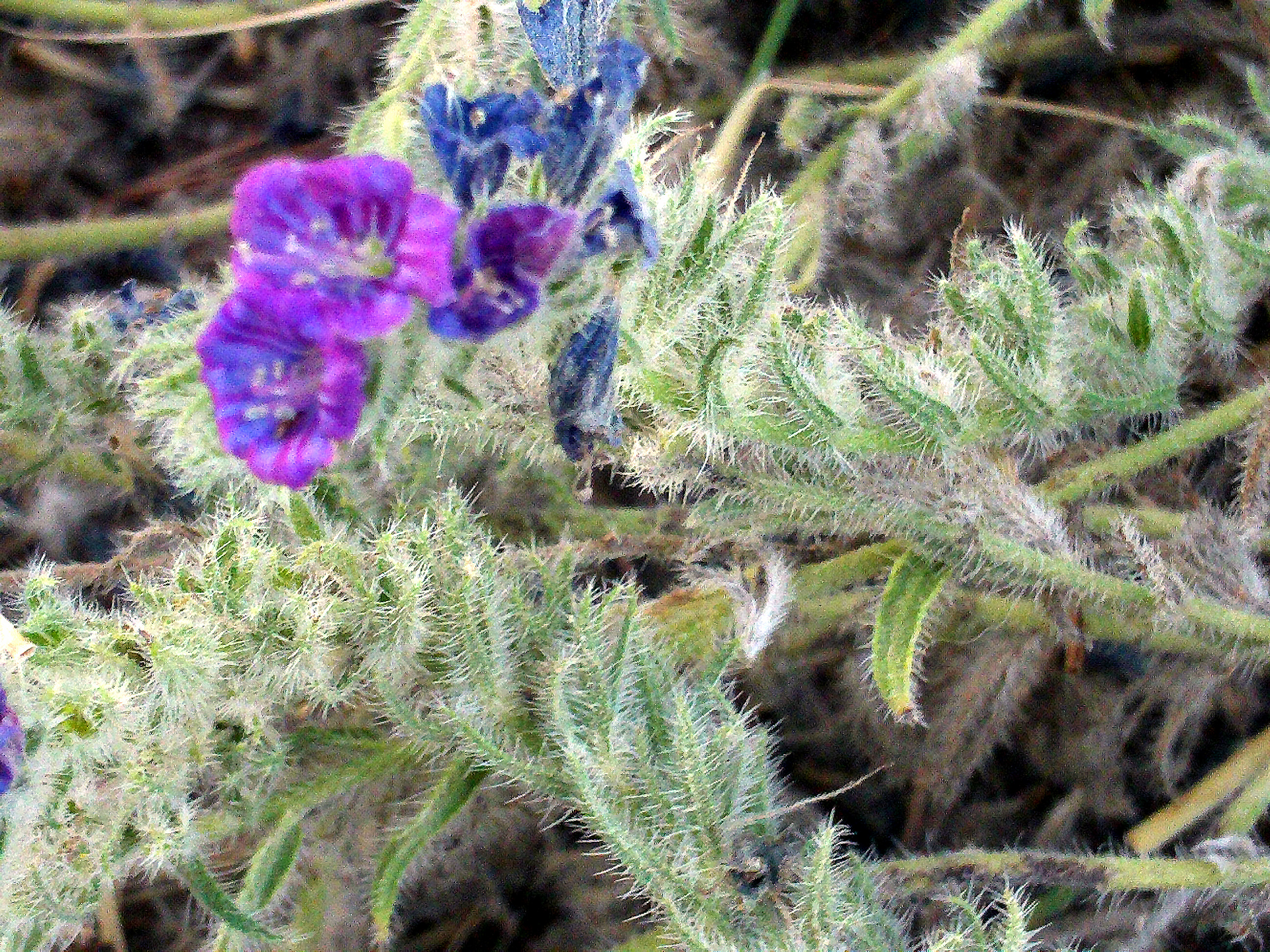
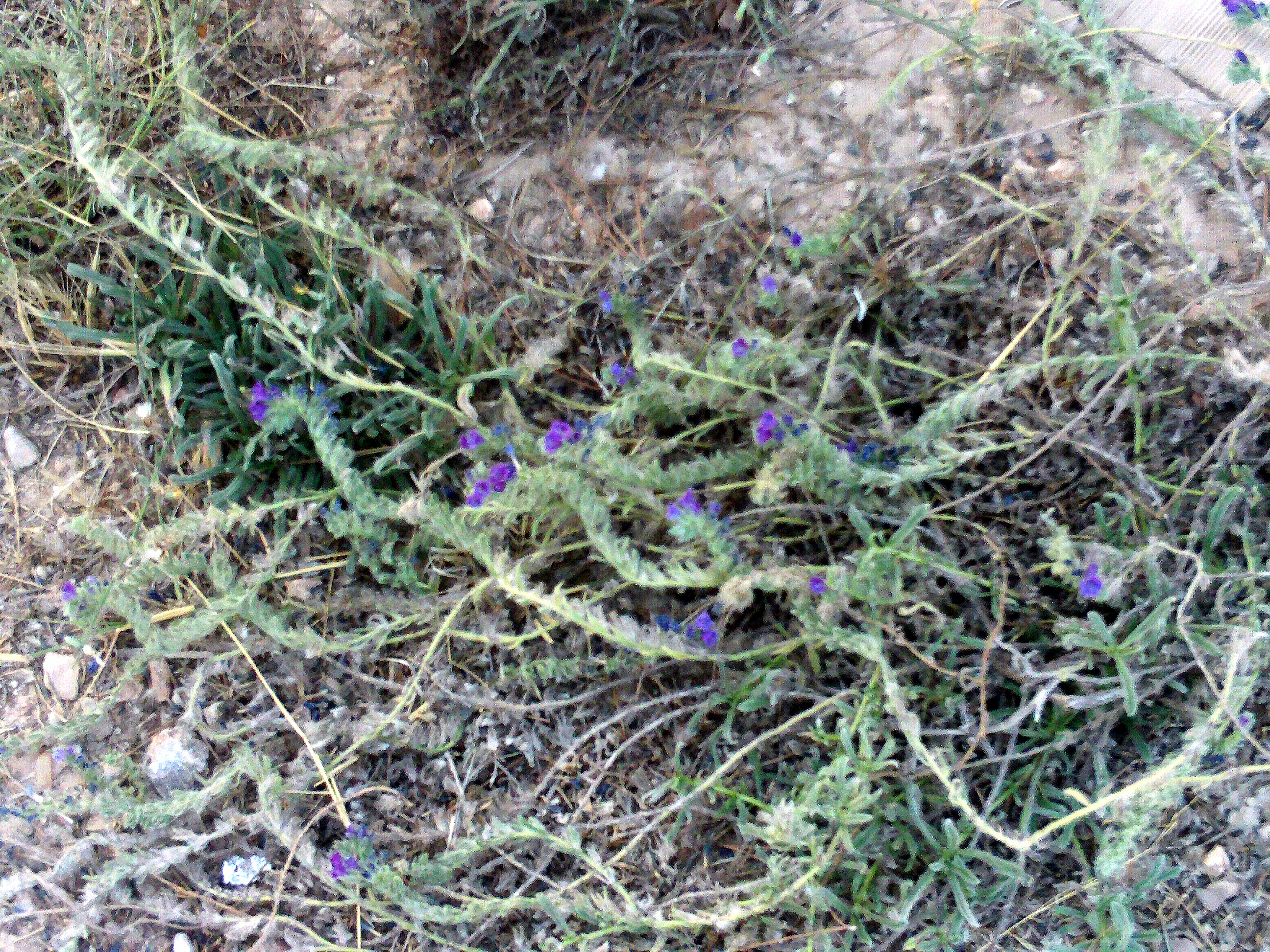